# Schempp-Hirth Standard Cirrus
 (octobre 2014).
Si vous disposez d'ouvrages ou d'articles de référence ou si vous connaissez des sites web de qualité traitant du thème abordé ici, merci de compléter l'article en donnant les références utiles à sa vérifiabilité et en les liant à la section « Notes et références ».
Ne doit pas être confondu avec Schempp-Hirth Cirrus.
Dimensions
Le Schempp-Hirth Standard Cirrus est  un planeur fabriqué par Schempp-Hirth.

## Histoire
Sur la base du Cirrus, le Standard Cirrus a été développé par l'ingénieur Klaus Holighaus. Il effectua son premier vol en mars 1969.
C'est un planeur de classe standard, donc d'une envergure de 15 mètres. Il s'est avéré être très agréable au pilotage et s'est rapidement fait connaître en compétition, gagnant de nombreux concours.
La profondeur monobloc était un dispositif complexe pour cette époque. Du fait de sa grande efficacité, il y avait des problèmes de stabilité à grande vitesse et des modifications ont dû être faites dès les premiers exemplaires.
En avril 1977, quand la production par Schempp-Hirth s'arrêta, un total de 700 exemplaires de Standard Cirrus avaient été construits, en comptant les 200 exemplaires construits sous licence par Grob entre 1972 et juillet 1975. Une société française, Lanaverre Industrie, a également construit 30 exemplaires Standard Cirrus sous licence jusqu'en 1979. La société yougoslave Vazduhoplovno Tehnicki Centar VTC a également construit 14 Standard Cirrus, jusqu'en 1979.
Le Standard Cirrus 75 est une version améliorée du Standard Cirrus. Parmi les modifications, citons notamment : des aérofreins différents et un nez modifié.
La dernière version fut le G/81 construit par VTC jusqu'en 1985. Celui-ci comportait un fuselage rallongé, une verrière différente (plus longue) et un empennage agrandi. Il conservait les ailes du Standard Cirrus 75.
Tous les modèles de Standard Cirrus furent très populaires et, depuis quelques années, il fait partie des planeurs classe Club, catégorie dans laquelle il est régulièrement utilisé pour les championnats internationaux, parfois en version modifiée à winglets.

## Modèles dérivés du Standard Cirrus

### Standard Cirrus 75
Le Standard Cirrus 75 est une version améliorée du Standard Cirrus. Les modifications principales concernaient les aérofreins et le nez.
Une seconde version, le Standard Cirrus 75B, portait l'envergure à 16 m.

### Standard Cirrus CS-11/75L St & CS-11/78L
Standard Cirrus 75 fabriqué sous licence par Lanaverre en France.
Le CS-11/78L est quant à lui pourvu d'une profondeur articulée.

### Standard Cirrus G/81
La dernière version fut le G/81 construit par VTC jusqu'en 1985. Celui-ci comportait un fuselage rallongé, une verrière différente (plus longue) et un empennage agrandi. Il conservait les ailes du Standard Cirrus 75.
Tous les modèles de Standard Cirrus furent très populaires et depuis quelques années il fait partie des planeurs classe Club, catégorie dans laquelle il est régulièrement utilisé pour les championnats internationaux, parfois en version modifiée à winglets.

### Standard Cirrus K
Le Standard Cirrus K est une variante du Standard Cirrus conçue pour la voltige, construit sur l'initiative de Wilhelm Düerkop (en) à seulement 2 exemplaires,.
Il se reconnaît par son empennage cruciforme, sa gouverne de profondeur imposante et son envergure de seulement 12,6 mètres.
En outre, des renforcements structurels du fuselage ont été effectués pour satisfaire aux contraintes demandées pour son domaine de vol (afin de pouvoir certifier l'appareil en catégorie voltige).
Ainsi, la vitesse maximale admissible (VNE) s’élève à 290 km/h, et les facteurs de charge admissibles sont +7/-5g. 
Les deux exemplaires volent encore régulièrement et participent à des compétitions.

## Données techniques
| Type                         | Standard Cirrus     | Standard Cirrus 75  | Standard Cirrus 75B    | Standard Cirrus K   |
| ---------------------------- | ------------------- | ------------------- | ---------------------- | ------------------- |
| Catégorie                    | Classe standard     | Classe standard     | Classe standard        | Classe Voltige      |
| Nombre de places             | 1                   | 1                   | 1                      | 1                   |
| Dimensions                   |                     |                     |                        |                     |
| Longueur                     | 6,35 m              | 6,35 m              | 6,35 m                 | 6,40 m              |
| Hauteur                      | 1,32 m              | 1,32 m              | 1,32 m                 |                     |
| Largeur fuselage             | 0,55 m              | 0,55 m              | 0,55 m                 |                     |
| Hauteur fuselage             | 0,74 m              | 0,74 m              | 0,74 m                 |                     |
| Envergure                    | 15 m                | 15 m                | 15 ou 16 m (rallonges) | 12,6 m              |
| Surface alaire               | 10 m²               | 10 m²               | 10 m²                  |                     |
| Allongement                  | 22,5                | 22,5                | 24,7                   |                     |
| Profil d'aile                | FX S-02-192 modifié | FX S-02-192 modifié | FX S-02-192 modifié    | FX S-02-192 modifié |
| Masses et charge             |                     |                     |                        |                     |
| Poids à vide                 | 215 kg              | 215 kg              |                        |                     |
| Ballast                      | 80 kg               | 80 kg               |                        |                     |
| Poids max                    | 330 kg              | 390 kg              | 390 kg                 | 330 kg              |
| Charge alaire max            | 33 kg/m²            | 39 kg/m²            | 38,2 kg/m²             |                     |
| Caractéristiques de vol      |                     |                     |                        |                     |
| Vitesse de décrochage        | 62 km/h             | 62 km/h             | 62 km/h                | 62 km/h             |
| Vitesse maximale (VNE)       | 220 km/h            | 220 km/h            | 220 km/h               | 290 km/h            |
| Vitesse maximale de manœuvre | 169 km/h            | 169 km/h            | 169 km/h               | 178 km/h            |
| Taux de chute minimum        | 0,65 m/s à 80 km/h  | 0,60 m/s à 75 km/h  | 0,56 m/s à 75 km/h     |                     |
| Finesse maximale             | 36 à 90 km/h        | 38,5 à 90 km/h      | 40 à 90 km/h           |                     |

### Sources
- Site de la société de construction Schempp-Hirth ((en) et (de), voir aussi version française sous Schempp-Hirth)
- Standard Cirrus Web Page
- Sailplane Directory
- Velivoles.com